# Janusz Gierszewski
Janusz Tadeusz Gierszewski – profesor nauk społecznych w dyscyplinie nauki o bezpieczeństwie, nauczyciel akademicki, specjalista w zakresie bezpieczeństwa narodowego, w latach 2008–2015 rektor Powszechnej Wyższej Szkoły Humanistycznej „Pomerania” w Chojnicach. Dyrektor Instytutu Bezpieczeństwa Narodowego Akademii Pomorskiej w Słupsku.

## Życiorys
Ukończył studia na Wydziale Humanistycznym Wyższej Szkoły Pedagogicznej w Bydgoszczy; doktorat obronił w Wydziale Nauk Społecznych Uniwersytetu Gdańskiego w zakresie nauk o polityce. Habilitował się na Wydziale Bezpieczeństwa Narodowego Akademii Obrony Narodowej w Warszawie w dyscyplinie nauki o bezpieczeństwie. Z dniem 4 sierpnia 2023 roku otrzymał tytuł profesora nauk społecznych.
Profesor uczelniany Akademii Pomorskiej w Słupsku, pracownik Instytutu Bezpieczeństwa Narodowego AP, nauczyciel akademicki w PWSH Pomerania w Chojnicach. Pracował początkowo w Komendzie Powiatowej Policji w Chojnicach jako specjalista ds. nieletnich (ukończył stacjonarne Studium Oficerskie WSPol. W Szczytnie), Naczelnik Wydziału Kryminalnego i Komendant Powiatowy (1999–2007). W roku 2007 podjął pracę w PWSH Pomerania w Chojnicach jako adiunkt, dziekan Wydziału Nauk Humanistycznych i Administracji oraz rektor (2008–2015).
Przedmiotem jego zainteresowań jest problematyka bezpieczeństwa narodowego, a w szczególności organizacja systemu bezpieczeństwa społecznego. Uwzględniając multidyscyplinarny charakter badań nad bezpieczeństwem, podejmuje także zagadnienia instytucjonalnej oraz prawnej problematyki bezpieczeństwa. Autor wielu prac naukowych z różnych aspektów bezpieczeństwa i porządku publicznego.

## Monografie
- Sprawiedliwość, wolność i subsydiarność jako komponenty bezpieczeństwa społecznego, Difin, Warszawa 2024;
- Bezpieczeństwo wewnętrzne. Zarys systemu, Difin, Warszawa 2013;
- Organizacja systemu bezpieczeństwa społecznego, Difin, Warszawa 2013;
- Bezpieczeństwo społeczne. Studium z zakresu bezpieczeństwa narodowego, Difin, Warszawa 2013;
- Poczucie bezpieczeństwa społecznego młodzieży w małym środowisku, Akapit, Toruń 2013 (współautor T. Biernat)

- Społeczny wymiar bezpieczeństwa człowieka, Difin Warszawa 2019 (współautor: A. Pieczywok);
- Bezpieczeństwo kulturowe w trakcie zmian społecznych, Difin, Warszawa 2020 (współautorzy: K. Drabik, A. Pieczywok);
- Wyzwania i zagrożenia w obszarze bezpieczeństwa kulturowego (współautorzy: A. Pieczywok, J. Piwowarski), Adam Marszałek, Toruń 2020;
- Metodologiczne podstawy badania problemów bezpieczeństwa (współautor: A. Pieczywok), Difin Warszawa 2020;
- Bezpieczeństwo kulturowe człowieka w dobie kryzysu jego tożsamości, Difin Warszawa 2022; (współautor: A. Pieczywok);
- Uniwersum nauk o bezpieczeństwie, Difin Warszawa 2022;
- Pomiar jakości życia i poczucia bezpieczeństwa na poziomie lokalnym. Przykład powiatu chojnickiego. Difin Warszawa 2023 (współautorzy: A. Pieczywok, W. Piestrzyński).

## Redakcja
- Problemy administracji (pod red. J. Gierszewski, T. Maciejewski, M. Brunka), PWSH Pomerania, Chojnice 2010;
- Policja a zagrożenia globalne, red. A. Misiuk, J. Gierszewski, PWSH Pomerania, Chojnice 2010;
- Z problemów bezpieczeństwa. Prawa człowieka, red. naukowa T. Jasudowicz, J. Gierszewski, P. Zienkowski, PWSH Pomerania, Chojnice 2012;
- Wielowymiarowość bezpieczeństwa w środowisku wychowawczym, (T. Biernat, J. Gierszewski, red.), PWSH Pomerania, Chojnice 2015;
- Chojnickie gimnazjum-historia, wartości i wychowankowie (red. Gierszewski J., Śmigiel W., Kuffel B.), PWSH Pomerania, Chojnice 2015;
- Kultura bezpieczeństwa w teorii i praktyce (współredaktor: M. Kubiak), Wydawnictwo Adam Marszałek, Toruń 2019;
- Wybrane zagadnienia bezpieczeństwa i obronności (współredaktor M. Minkina) Wyd. U P-H w Siedlcach, Siedlce 2019;
- Bezpieczeństwo personalne i strukturalne w trakcie zmian społecznych, J. Gierszewski, I. Osmólska (red.) Difin, Warszawa 2021;
- Dobrostan w grupach dyspozycyjnych. Ujęcie współczesne i historyczne, J. Gierszewski, I. Osmólska (red.); Słupsk 2023.